# 認知症世界の歩き方
認知症世界の歩き方（にんちしょうせかいのあるきかた）は、筧裕介の著書。

## 概要
2021年9月15日にライツ社から出版。
認知症がある約100人に話を聴いて、本人の視点で何を困っているのかということを、認知症の世界を旅する13の物語にしたという内容。2022年の上半期では、認知症の書籍では最も売れた。
2022年1月には『認知症世界の歩き方』がゲーム化された『認知症世界の歩き方 Play!』がリリースされる。プレイヤーは旅人となって、すごろくで認知症の世界を旅するという内容。
2022年8月には『認知症世界の歩き方』がNHK教育テレビジョンでテレビ番組化される。永山絢斗が演じる人物が認知症の世界を旅するという内容。
2024年11月には『認知症世界の歩き方forジュニア』が発売される。子供たちにも認知症の人が見ている世界を知ってほしいという声から生まれた漫画版の書籍。
2025年2月にはフランス語版、英語版、繁体字版、簡体字版の漫画版の『認知症世界の歩き方』が発売される。
2025年5月には『認知症世界の歩き方』が実写映画化されるということが発表される。